# Maiko (vattendrag i Kongo-Kinshasa)
Maiko är en flod i Kongo-Kinshasa, ett biflöde till Lualaba. Den bildar gräns mellan provinserna Maniema och Tshopo, och rinner därefter genom den sistnämnda, i den centrala delen av landet, 1 200 km öster om huvudstaden Kinshasa.